# Овчинников, Александр Иванович

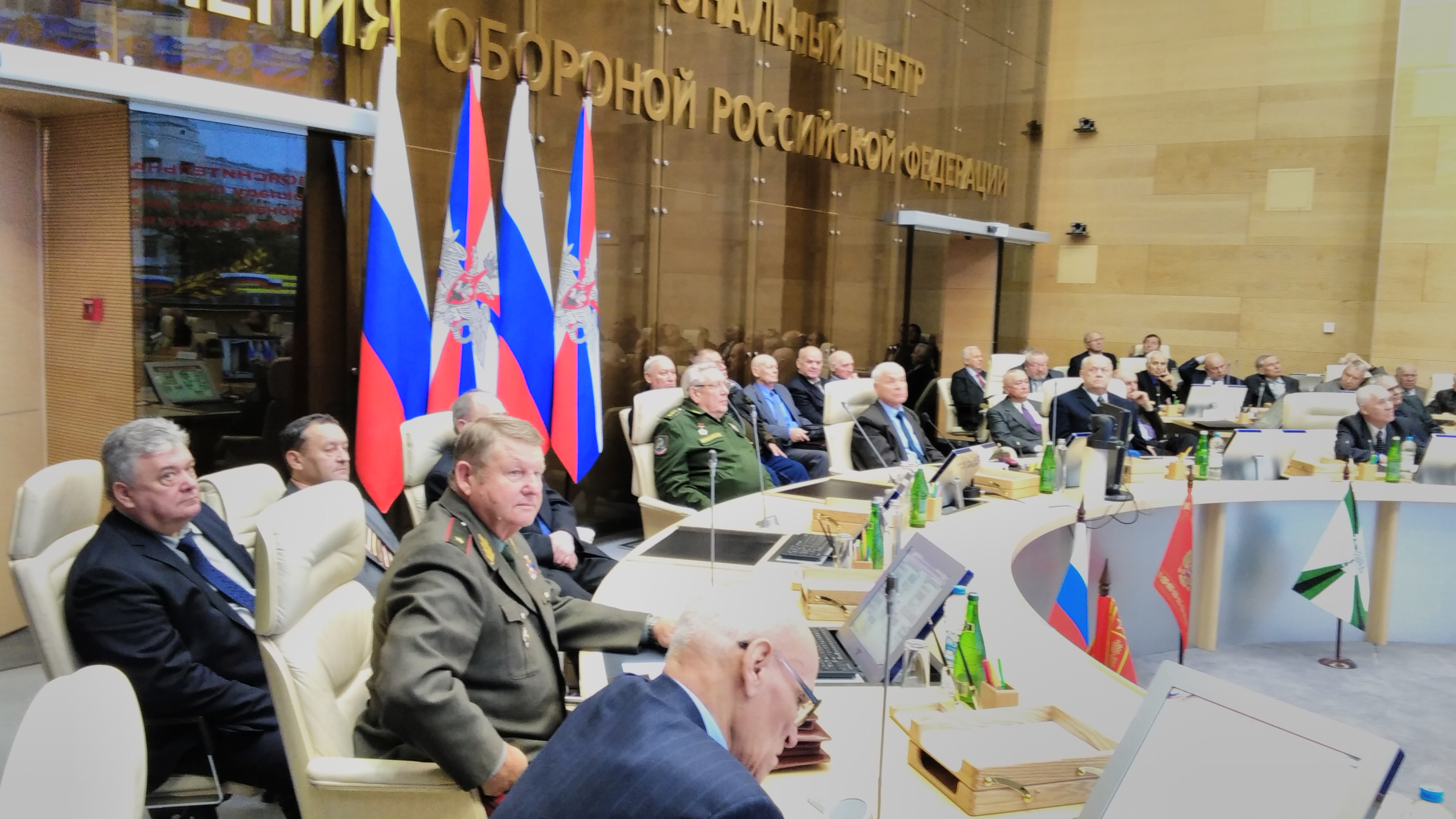
Генерал-полковник Овчинников А. И. на сборе инспекторов ОСК ЮВО. 18.11.15 Ростов-на-Дону.

Алекса́ндр Ива́нович Овчи́нников (23 сентября 1937, хутор Слободской, Семикаракорский район, Ростовская область, РСФСР — 15 апреля 2017, Ростов-на-Дону, Российская Федерация) — советский и российский военный политработник, первый заместитель начальника Главного военно-политического управления Вооружённых Сил СССР (1990—1991). Главный инспектор группы Объединенного стратегического командования (ОСК) Южного военного округа (ЮВО) (с 2012 года). Генерал-полковник (1991). Народный депутат СССР.

## Биография
В 1957 году окончил Ленинградское зенитно-артиллерийское техническое училище, в 1968 году — Ростовский государственный университет, в 1972 году — Военно-политическую академию имени В. И. Ленина, в 1980 году — Военную академию Генерального штаба ВС СССР имени К. Е. Ворошилова.

### Военная служба
- 1982—1984 гг. — член Военного Совета — начальник политотдела 40-й армии ТуркВО (Афганистан),
- 1985—1988 гг. — член Военного Совета — начальник политуправления Сибирского военного Округа,
- 1988—1989 гг. — член Военного Совета — начальник политуправления Туркестанского военного округа,
- 1989—1990 гг. — член Военного Совета — начальник политуправления Главного командования войск Южного направления,
- 1990—1991 гг. — первый заместитель начальника Главного военно-политического управления Вооружённых сил СССР.

В 1991 году уволен в запас.

### В отставке
- 1991—1994 гг. — директор строительной организации МП «Сал»,
- 1998—2000 гг. — первый заместитель генерального директора ПО «Ростовстройматериалы»,
- 2001 г. — председатель Совета директоров строительной компании «Славяне»,
- 2012—2017 гг. — главный военный инспектор группы инспекторов ОСК ЮВО.

Член Общественного совета при Министерстве обороны Российской Федерации.
Похоронен с воинскими почестями на кладбище Ростова-на-Дону рядом с сыном.

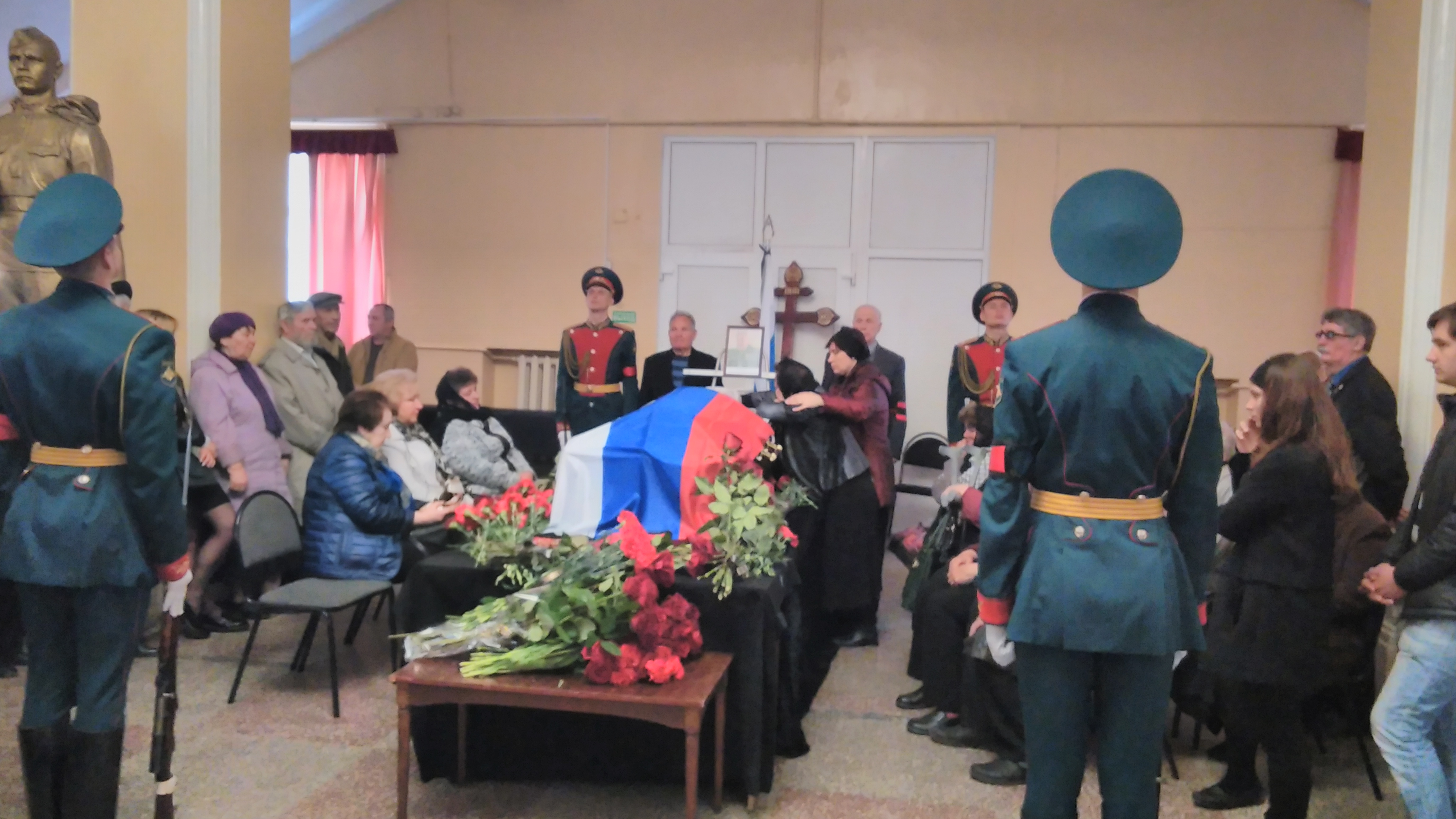
Воинские почести генералу Овчинникову А. И. Ростов-на-Дону 2017.

### Общественная деятельность
Избирался депутатом Верховного Совета Узбекской ССР 1984—1988 г.г.. Народный депутат СССР от Чирчикского избирательного округа Ташкентской области Узбекской ССР.
Указом Губернатора Ростовской области от 4 октября 2011 г. утверждён членом Общественной палаты Ростовской области.
Представитель Ассоциации «Мегапир» в Южном федеральном и военном округах.
Председатель попечительского совета Ростовской областной организации общероссийской общественной организации «Российский союз ветеранов Афганистана».

## Награды и звания
- Орден Красного Знамени
- Орден Красной Звезды
- Орден «За службу Родине в Вооружённых Силах СССР» 2-й степени
- Орден «За службу Родине в Вооружённых Силах СССР» 3-й степени
- Медаль «За укрепление боевого содружества»
- Юбилейная медаль «Двадцать лет Победы в Великой Отечественной войне 1941—1945 гг.» (7 мая 1965[3])
- Юбилейная медаль «Сорок лет Победы в Великой Отечественной войне 1941—1945 гг.»[4]
- Юбилейная медаль «50 лет Победы в Великой Отечественной войне 1941—1945 гг.»[5]
- Юбилейная медаль «300 лет Российскому флоту»
- Медаль «Ветеран Вооружённых Сил СССР»
- Юбилейная медаль «40 лет Вооружённых Сил СССР»[6]
- Юбилейная медаль «50 лет Вооружённых Сил СССР» (26 декабря 1967[7])
- Юбилейная медаль «60 лет Вооружённых Сил СССР»[8]
- Юбилейная медаль «70 лет Вооружённых Сил СССР»[9]
- Медаль «За безупречную службу» I степени
- Медаль «За безупречную службу» II степени
- Медаль «За безупречную службу» III степени
- Медаль «За ратную доблесть» и др.
- Нагрудный знак «Воину-интернационалисту»
- Медаль «Воину-интернационалисту от благодарного афганского народа»